# День донського оселедця (фестиваль)
День донського оселедця (рос. День донской селёдки) — фестиваль, який проходить на території присілка Пухляковського Усть-Донецького району Ростовської області та в Залізничному районі Ростова-на-Дону.

## Історія
У 2016 році фестиваль «День донського оселедця» на території хутора Пухляковський проведено 14 травня, захід розпочався об 11 годині. Свято проводиться протягом декількох років, у 2016 році відвідувачі фестивалю могли побувати в етно-археологічному комплексі «Загублений світ». Також була можливість спробувати порибалити за допомогою закидання невода, попрацювати в кузні, щоб викувати риболовний гачок або гарпун. Бажаючі з числа гостей фестивалю могли побувати на кораделбні. Також існувала можливість спробувати змолоти пшеницю на жорнах, скуштувати похідних козачих коржиків, або скуштувати оселедця, приготованого за сучасними та давніми рецептами. Рибу пропонують гостям в'ялену, смажену або солону. Є риба у вигляді балика, запечена в солі чи рибний шашлик.
У 2016 році фестиваль вперше провели в Залізничному районі Ростова-на-Дону. Організатором виступила адміністрація. Було представлено 8 різних страв, зроблених із донського оселедця. Захід також, як і на території присілка Пухляковського, організовано 14 травня. Початок — о 12:00. Відвідувачі фестивалю змогли подивитись разважальну концертну програму, послухати музику, пісні, придбати сувеніри. Під час фестивалю проводяться майстер-класси та кулінарні шоу.